# Kävlinge–Barsebäcks Järnväg
Kävlinge-Barsebäcks Järnväg (KjBJ) var en svensk normalspårig (1435 mm) järnväg. Den öppnades 1907 och förstatligades 1927. Trafiken upphörde 1955.

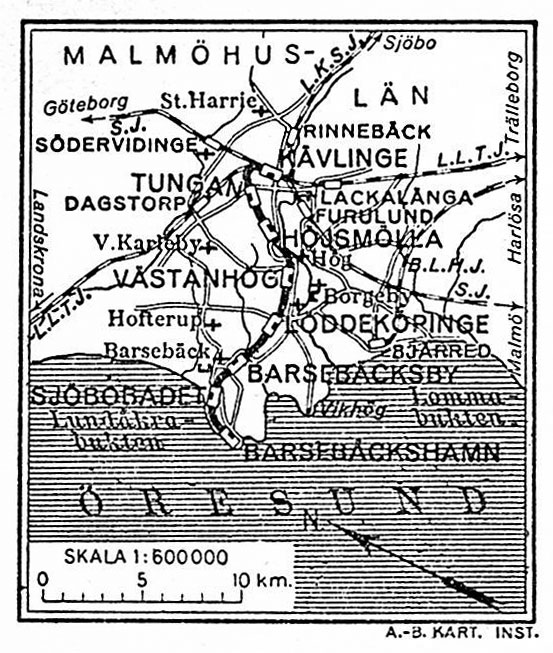
Kävlinge-Barsebäcks-Järnväg-(KjBJ)

## Anläggning och trafik

### Banan anläggs
I slutet av 1800- och början av 1900-talet utvecklades jordbruket i området. Dock släpade de allmänna kommunikationerna efter och greve Adolf Hamilton på Barsebäcks slott tog därför initiativet till att undersöka möjligheten till att anlägga en järnväg, allt i syfte att få ökad avsättning för sina produkter. Kommunikationslantmätaren i Malmö, major Axel Nilsson, fick därför 1897 i uppdrag att kostnadsberäkna en järnväg från Barsebäckshamn till Kävlinge. Banan skulle gå över Hög, Löddeköpinge, Barsebäcks gård och sedan Barsebäcks hamn. Arbetet var klart 27 mars 1902 och man hade två alternativa sträckningar att ta ställning till. Man valde det dyrare alternativet som beräknats till 590 000 kr inklusive rullande materiel. En grupp bestående av Hamilton, Gottfrid Warholm, Carl Henrik Tranchell, Anton Theodor Fromell, Fredrik Wrangel, Anders Jönsson i Kävlinge, Nils Månsson i Hög och August Andersson i Löddeköpinge. Koncessionen beviljades 17 juni 1904 och banan skulle vara klar för allmän trafik 1 juli 1907. Samtidigt hade en annan koncessionsansökning lämnats in för sträckan Kävlinge-Löddeköpinge med syfte att ansluta till en planerad kanal i Lödde å. Denna koncessionsansökan avslogs av Kungl. Maj:t. 6 oktober 1905 konstituerades så Kjeflinge-Barsebäcks Järnvägs AB (KjBJ). Man påbörjade nu arbetet att finansiera banan, men det drog ut på tiden och man sökte uppskov med byggstart. I februari 1906 inleddes så anläggningsarbetena för den nya järnvägslinjen. Bygget gick framåt och avsyning företogs 1 augusti 1907. 4 augusti samma år öppnades banan för allmän trafik.

### Trafik
Ekonomin var redan från början dålig, mycket på grund av den ekonomiska kris som slog till sommaren 1907 och som bottnade 1909, med hjälp av storstrejken samma år. Till detta kom höga räntekostnader. Man försökte på olika sätt öka intäkterna för banan och 1913 erbjöd man Kävlinge kommun att få köpa hela banan för minst 372 000 kr, vilket var järnvägens skuld 31 december 1912. Kommunalstämman avslog och likaså kommunalnämnden i Barsebäck. Inget återstod nu att göra och därför såldes banan till Trafikaktiebolaget Kävlinge-Barsebäckshamn. Det gamla bolaget hade vid sin likvidation skulder på 670 000 kr. Under första världskriget upplevde i stort sett all spårburen trafik i Sverige goda tider, så även Barsebäcksbanan. Ett problembarn var emellertid hamnen i Barsebäck som inte längre kunde ta emot stora fartyg och även om staten investerade 100 000 kr i ombyggnationer blev inte situationen bättre. Man försökte få staten att ta över hamnen och bygga om den, utan att lyckas.

### Banan tas över
I juli 1919 erbjöd järnvägen Statens Järnvägar (SJ) att ta över linjen mot en köpeskilling av 600 000 kr. Staten tackade nej eftersom man inte såg på vilket sätt den kunde komma staten till nytta. 6 januari 1920 återkom man till staten med ett erbjudande om att ta över banan för 450 000 kr. Inte heller denna gång visade sig SJ intresserade. År 1924 muddrade järnvägsbolaget hamnen i Barsebäck och staten utvidgade den. Den förväntade transportökningen uteblev. År 1926 inleddes därför förhandlingar med Kungliga Järnvägsstyrelsen och med styrelsen för Landskrona-Lund-Trelleborgs Järnväg om ett möjligt övertagande. Detta ledde ingenstans och Adolf Hamilton köpte därför banan av bolaget för 330 000 kr. Staten var fortfarande ointresserade, men generaldirektören för SJ, Axel Granholm föreslog att järnvägen skulle kunna hemställa hos riksdagen om att staten måtte överta banan. I januari 1927 lämnas två likalydande motioner till Första respektive Andra kammaren. Motionerna bifölls och 1 maj 1927 tog staten över banan som lades samman med Landskrona-Kävlinge-Sjöbo Järnväg. Efter förstatligandet kom banan att tillsammans med förutvarande LKSJ/KSJ att utgöra en gemensam bandel, i järnvägssammanhang populärt kallad Sjöbobanan.

### Nedläggning och upprivning
Persontrafiken på förutvarande KjBJ nedlades den 10 juni 1954 och bettransporterna upphörde efter 1955 års kampanj. Banan revs upp 1956, medan den formella nedläggningen dröjde till den 1 januari 1957.